# Niccolò I Ludovisi
Niccolò I Ludovisi (Bologna, 1610 – Cagliari, 25 dicembre 1664) fu signore di Gesualdo e principe di Piombino dal 1634 fino alla sua morte.

## Biografia

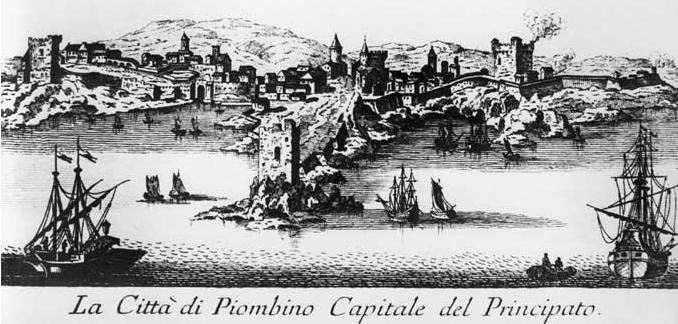
La cittadella fortificata di Piombino

Era figlio di Orazio Ludovisi, patrizio di Bologna, Duca di Fiano e Zagarolo, comandante in capo dell'esercito pontificio (in quanto fratello del Papa Gregorio XV), e di Lavinia Albergati.  Il cardinale Ludovico Ludovisi fu suo fratello.
Nel 1622, a 12 anni, ebbe la dispensa per sposare Isabella Gesualdo, nipote ed unica erede di Carlo Gesualdo, principe di Venosa, dalla quale ebbe in dote tutti i possedimenti della potente omonima famiglia, tra cui il feudo di Gesualdo, nell'attuale provincia di Avellino, che ne rappresentava la capitale amministrativa.  A seguito del matrimonio, assunse perciò il titolo di XVI signore di Gesualdo.
Dopo la prematura morte di Isabella, Niccolò si risposò nel 1632 con Polissena de Mendoza, figlia ed erede di Isabella Appiano, principessa di Piombino, alla morte della quale il piccolo Stato era passato al Regno di Spagna. Queste nozze garantirono ai Ludovisi una duratura sovranità su Piombino;
nel 1634, dopo aver pagato all'imperatore la considerevole somma di un milione di franchi, Niccolò venne infatti riconosciuto come principe di Piombino. Ebbe anche i titoli di marchese di Populonia, viceré spagnolo di Aragona (1660-1662) e di Sardegna (1662-1664); nel 1632, alla morte del fratello Ludovico, importante appassionato d'arte, ne ereditò le collezioni e la villa romana.
Si risposò infine nel 1644 con Costanza Pamphili, figlia di Olimpia Pamphili, principessa di San Martino al Cimino e cognata del papa Innocenzo X; da lei ebbe il figlio Giovanni Battista che gli successe in tutti i suoi feudi, essendo premorti gli altri figli maschi avuti dai precedenti matrimoni. 
Morì a Cagliari nel 1664, all'età di 54 anni. Fu sepolto insieme alla moglie Costanza (e secondo quanto stabilito nel testamento di questa) nella chiesa di Sant'Ignazio, presso la cappella Ludovisi, impreziosita dalla tomba di Gregorio XV. A Giovanni Battista Ludovisi, il cui unico figlio morì in tenera età, succedettero le sorelle Olimpia e Ippolita; quest'ultima,  consorte di Gregorio Boncompagni, assieme al marito dette origine alla famiglia Boncompagni-Ludovisi. 

## Signore di Gesualdo
Niccolò Ludovisi fu senza dubbio una figura determinante per la crescita urbana e sociale di Gesualdo. Si adoperò per il completamento delle opere intraprese da Carlo Gesualdo e arricchì il patrimonio urbano di strade, fontane, piazze e numerose altre opere civili, in modo da rendere al luogo gli aspetti compiuti di una vera e propria città barocca, rilanciata anche dal punto di vista sociale, con poeti come Cillo Palermo.
In particolare a lui si deve l'erezione della chiesa di Santa Maria della Pietà, l'ampliamento della chiesa madre di San Nicola e del convento dei Frati Cappuccini, l'edificazione della neviera, l'apertura della chiesa del SS. Rosario, la decorazione del castello con dipinti di pregevole fattura, la costruzione di una nuova maestosa porta di ingresso alla cittadina. Quest'ultima opera, situata nei pressi della chiesa di Maria SS. Addolorata sull'attuale via Roma, è stata demolita agli inizi del Novecento e mai più ricostruita.
Il 22 aprile 2012 Gesualdo ha dedicato a Niccolò Ludovisi il largo antistante alla chiesa di Maria SS. Addolorata, ricavato dalla risistemazione urbana del piccolo borgo di case che circondava l'edificio prima del distruttivo terremoto del 23 novembre 1980.

## Discendenza

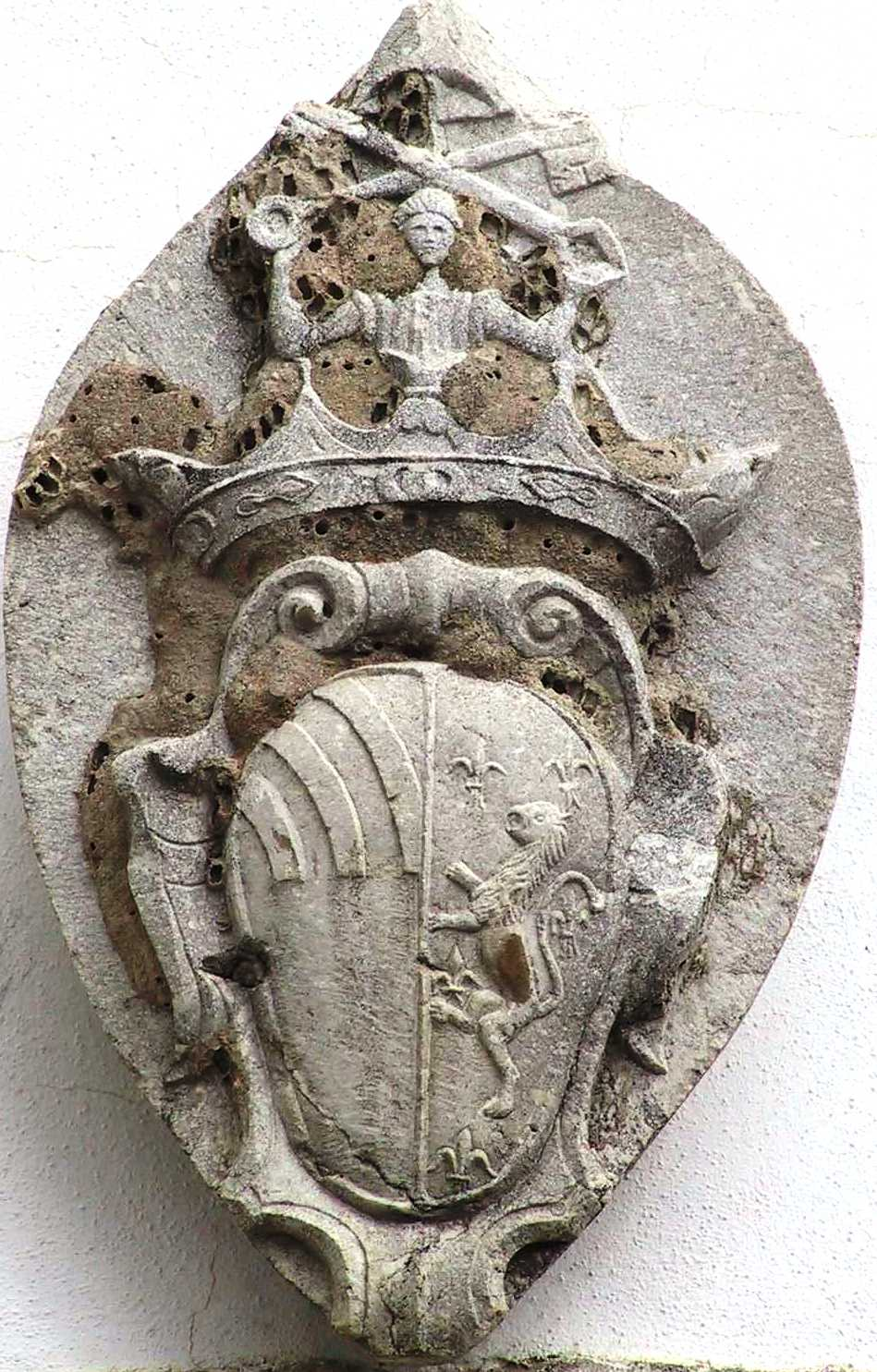
L'arme dei Gesualdo-Ludovisi collocata al di sopra dell'ingresso laterale della Chiesa Madre di San Nicola in Gesualdo (AV)

Niccolò Ludovisi si sposò tre volte:
- Il 30 novembre 1622 con Isabella Gesualdo, principessa di Venosa (1611-1629). Da lei ebbe una figlia:
  - Lavinia (1627 - 1634)
- Il 2 aprile 1632[6] con Polissena de Mendoza-Appiano, principessa ereditaria di Piombino e figlia di Isabella Appiano (?-27 agosto 1642[7]). Da lei ebbe un figlio:
  - Filippo Gregorio (1633 - c.1637)
- Il 21 dicembre 1644 con Costanza Pamphili (1629-1665), figlia di Olimpia Pamphili, principessa di San Martino al Cimino. Da lei ebbe un figlio e quattro figlie:
  - Giovanni Battista I Ludovisi (1646 - 1699), principe di Piombino.
  - Olimpia Ludovisi (1656 - 1700), monaca oblata, principessa di Piombino.
  - Lavinia Ludovisi (1659 - 1682), sposò Giangirolamo Acquaviva d'Aragona, duca di Atri.
  - Ippolita Ludovisi (1663 - 1733), principessa di Piombino, sposò Gregorio Boncompagni, V duca di Sora.
  - Nicolina Ludovisi (1664 - 1665).

## Ascendenza
|                                             |                   |                                          | Genitori             |  |  | Nonni |  |  | Bisnonni          |  |  | Trisnonni         |  |
|                                             |                   |                                          |                      |  |  |       |  |  | Ludovico Ludovisi |  |  | Girolamo Ludovisi |  |
|                                             |                   |                                          |                      |  |  |       |  |  | Ludovico Ludovisi |  |  | Girolamo Ludovisi |  |
|                                             |                   | Polissena Gozzadini                      |                      |  |  |       |  |  | Ludovico Ludovisi |  |  |                   |  |
| Pompeo Ludovisi, conte di Samoggia          |                   |                                          |                      |  |  |       |  |  | Ludovico Ludovisi |  |  |                   |  |
|                                             |                   | Bernardina Sassoni                       | Annibale Sassoni     |  |  |       |  |  |                   |  |  |                   |  |
|                                             |                   | Bernardina Sassoni                       | Annibale Sassoni     |  |  |       |  |  |                   |  |  |                   |  |
|                                             |                   | Bernardina Sassoni                       | …                    |  |  |       |  |  |                   |  |  |                   |  |
| Orazio Ludovisi, I duca di Fiano            |                   | Bernardina Sassoni                       |                      |  |  |       |  |  |                   |  |  |                   |  |
|                                             |                   | Alessandro Bianchini, patrizio bolognese | Americo Bianchini    |  |  |       |  |  |                   |  |  |                   |  |
|                                             |                   | Alessandro Bianchini, patrizio bolognese | Americo Bianchini    |  |  |       |  |  |                   |  |  |                   |  |
|                                             |                   | Alessandro Bianchini, patrizio bolognese | Taddea N.            |  |  |       |  |  |                   |  |  |                   |  |
| Camilla Bianchini                           |                   | Alessandro Bianchini, patrizio bolognese |                      |  |  |       |  |  |                   |  |  |                   |  |
|                                             |                   | Ippolita Legnani                         | …                    |  |  |       |  |  |                   |  |  |                   |  |
|                                             |                   | Ippolita Legnani                         | …                    |  |  |       |  |  |                   |  |  |                   |  |
|                                             |                   | Ippolita Legnani                         | …                    |  |  |       |  |  |                   |  |  |                   |  |
| Niccolò I Ludovisi, IV principe di Piombino |                   | Ippolita Legnani                         |                      |  |  |       |  |  |                   |  |  |                   |  |
|                                             | Filippo Albergati | Fabiano Albergati                        |                      |  |  |       |  |  |                   |  |  |                   |  |
|                                             | Filippo Albergati | Fabiano Albergati                        |                      |  |  |       |  |  |                   |  |  |                   |  |
|                                             | Filippo Albergati | Pantasilea Baviera de Bonetti            |                      |  |  |       |  |  |                   |  |  |                   |  |
| Fabio Albergati, patrizio bolognese         | Filippo Albergati |                                          |                      |  |  |       |  |  |                   |  |  |                   |  |
|                                             |                   | Giulia Bargellini                        | …                    |  |  |       |  |  |                   |  |  |                   |  |
|                                             |                   | Giulia Bargellini                        | …                    |  |  |       |  |  |                   |  |  |                   |  |
|                                             |                   | Giulia Bargellini                        | …                    |  |  |       |  |  |                   |  |  |                   |  |
| Lavinia Albergati                           |                   | Giulia Bargellini                        |                      |  |  |       |  |  |                   |  |  |                   |  |
|                                             |                   | Antonio Bentivoglio, conte palatino      | Lodovico Bentivoglio |  |  |       |  |  |                   |  |  |                   |  |
|                                             |                   | Antonio Bentivoglio, conte palatino      | Lodovico Bentivoglio |  |  |       |  |  |                   |  |  |                   |  |
|                                             |                   | Antonio Bentivoglio, conte palatino      | Flaminia Orsi        |  |  |       |  |  |                   |  |  |                   |  |
| Flaminia Bentivoglio                        |                   | Antonio Bentivoglio, conte palatino      |                      |  |  |       |  |  |                   |  |  |                   |  |
|                                             |                   | Alessandra Desideri                      | Bonifazio Desideri   |  |  |       |  |  |                   |  |  |                   |  |
|                                             |                   | Alessandra Desideri                      | Bonifazio Desideri   |  |  |       |  |  |                   |  |  |                   |  |
|                                             |                   | Alessandra Desideri                      | Elena Paltroni       |  |  |       |  |  |                   |  |  |                   |  |
|                                             |                   | Alessandra Desideri                      |                      |  |  |       |  |  |                   |  |  |                   |  |